# Mirzəməmmədkənd
Mirzəməmmədkənd è un comune dell'Azerbaigian situato nel distretto di Quba. Conta una popolazione di 710 abitanti.